# Pomnik Wojciecha Kętrzyńskiego w Kętrzynie
Pomnik Wojciecha Kętrzyńskiego w Kętrzynie – obelisk ku czci polskiego historyka Wojciecha Kętrzyńskiego stojący przy placu marszałka Józefa Piłsudskiego w Kętrzynie. Pomnik autorstwa rzeźbiarza i medaliera Edwarda Gorola wzniesiono w 1978 roku, upamiętniając w ten sposób pobyt w mieście młodego Kętrzyńskiego, który skończył w Rastemborku szkołę podstawową, a potem uczył się w gimnazjum (1855-1859). W 1946 r. miasto Rastembork na jego cześć zostało nazwane Kętrzynem.
Na murowanym obelisku od strony frontowej zamontowano pamiątkową płytę przedstawiające wizerunek Wojciecha Kętrzyńskiego. Z tyłu obelisku znajduje się herb miasta z datą założenia - inskrypcja brzmi "Miasto Kętrzyn założone w 1337".
Na płycie po lewej stronie umieszczony został wiersz poety:

"Znowu stoję na tej świętej ziemi,

Najukochańszej ziemi moich ojców.

Znowu patrzę na jej siwe niebo,

Na jej wzgórza z zielonymi lasami,

I na jej jezior oblicza lustrzane".

Płyta z prawej strony zawiera inskrypcję:

"Przywrócił Mazury Polskę, a Polskę Mazurom. Wojciechowi Kętrzyńskiemu, wielkiemu patriocie, bojownikowi o polskość Mazur i Warmii, patronowi miasta - Społeczeństwo Kętrzyna. Ketrzyn, lipiec 1978".